# Пыкалово
Пыкалово — село в Рыбницком районе непризнанной Приднестровской Молдавской Республики. Вместе с сёлами Андреевка и Шмалена входит в состав Андреевского сельсовета.